# Emu
EMU（えみゅ〜）は、日本のアダルトゲームブランド。

## 概要
2000年に有限会社ハイフィールドのブランドとして設立され、北海道えろげー組合に加盟していた。2005年6月6日に「君に燈る灯」を最後に解散を発表し、公式サイトも閉鎖されていたが2012年に活動を再開し7年ぶりとなる新作「パジャマさんこんにちわ」が発売された。

## Emuの作品一覧
- 2000年11月24日 - るな・シーズン 〜150分の1の恋人〜
- 2001年6月15日 - Railway 〜ここにある夢〜
- 2002年2月1日 - 雨に歌う譚詩曲 〜A rainbow after the rain〜
- 2002年9月20日 - Blue-Sky-Blue【s】－空を舞う翼－(DVD-ROM版) 初回限定版
- 2002年10月18日 - Blue-Sky-Blue【s】－空を舞う翼－(CD-ROM版) 通常版
- 2003年6月20日 - 金曜日の仔猫
- 2003年9月20日 - うたう♪タンブリング・ダイス 初回限定版
- 2003年10月10日 - うたう♪タンブリング・ダイス 通常版
- 2004年3月26日 - フィルナンシス
- 2004年4月16日 - EMU Pack
- 2005年3月18日 - 君に燈る灯
- 2012年10月26日 - パジャマさんこんにちわ